# Luísa Margarida de Barros Portugal
Luísa, comtesse de Barral, était une noble brésilienne, est connue pour avoir été l'amante de l'empereur Pedro II du Brésil et l'une des figures les plus animées de la cour du roi Louis-Philippe Ier, En France, elle était par mariage, comtesse de Barral, et au Brésil, comtesse de Pedra Branca, née le 13 avril 1816 à Santo Amaro da Purificação au Brésil et morte le 14 janvier 1891 à Neuvy-sur-Barangeon dans le département du Cher en France.

## Biographie

### Famille

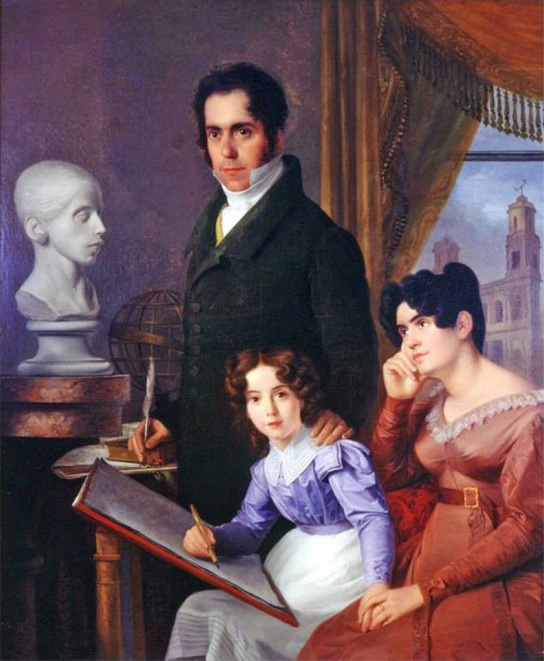
Luísa de Barros en compagnie de ses parents.

Luísa de Barros est la fille unique de l’homme politique brésilien Domingos Borges de Barros (pt), vicomte de Pedra Branca, et de son épouse Maria do Carmo Gouveia Portugal. 
Après avoir partagé son enfance entre le Brésil et la France, la jeune fille épouse, à Paris, Eugène de Barral, 4e marquis de Monferrat. Le couple a un fils, prénommé Horace Dominique, qui s’unit, plus tard, à Maria Francisca de Paranaguá, fille de João Lustosa da Cunha Paranaguá, 2e marquis de Paranaguá. 

### À la Cour de France
À Paris, la comtesse de Barral et son époux fréquentent la cour du roi des Français Louis-Philippe Ier. La jeune femme est en effet dame de compagnie de la princesse Françoise du Brésil, épouse du prince de Joinville.
Après la naissance de sa fille aînée, la princesse Isabelle du Brésil, l’empereur Pierre II demande à sa belle-mère, l’impératrice douairière Amélie, d’accepter la charge de préceptrice de ses enfants. Cependant, l’impératrice refuse cet honneur et la princesse de Joinville conseille à son frère de nommer à cette fonction la comtesse de Barral. 
Après bien des négociations, la comtesse accepte de se charger de l’éducation des filles de Pierre II. Elle quitte alors la France avec son fils, mais sans son époux, pour s’installer à Rio de Janeiro, au Brésil.

### À la cour brésilienne
Déjà préceptrice des princesses Isabelle et Léopoldine du Brésil, la comtesse de Barral reçoit le titre honorifique de dame de compagnie de l’impératrice Thérèse-Christine en septembre 1855. Pourtant, la véritable compagne de la souveraine est Josefina de Fonseca Costa : l’impératrice est en effet jalouse de la comtesse de Barral, qui entretient une relation très étroite avec son époux.
Intelligente, belle et exubérante, la comtesse de Barral parvient bien vite à s’imposer au sein du palais de Saint-Christophe. Liée à de nombreux intellectuels de son époque, comme Franz Liszt ou Arthur de Gobineau, elle sert d’intermédiaire entre l’empereur Pierre II et eux. Par sa culture, la jeune femme parvient à séduire le souverain brésilien mais la majorité des historiens s’accorde sur le fait que leur relation n’a probablement jamais dépassé le stade de l’amour platonique. De fait, la comtesse de Barral a beau être une personnalité libérale, elle n’en est pas moins une catholique fervente. 

### Dernières années

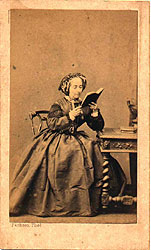
La comtesse de Barral à un âge avancé.

Après le mariage des princesses Isabelle et Léopoldine du Brésil en 1864, la comtesse de Barral n’a plus de raison de rester au Brésil et elle repart en France avec sa famille en mars 1865. La relation entre l’empereur et la comtesse se poursuit toutefois à travers une importante correspondance, qui ne prend fin qu’avec la mort des deux amis, en 1891. Pierre II et la comtesse se retrouvent par ailleurs à plusieurs reprises lorsque la famille impériale visite l’Europe en 1872 et en 1887 puis après le bannissement du souverain de sa patrie, en 1889. Devenu veuf, Pierre II effectue ainsi plusieurs séjours dans la résidence de la comtesse, à Cannes. La comtesse de Barral meurt finalement le 14 janvier 1891 à Neuvy-sur-Barangeon (département du Cher).

### La correspondance de la comtesse
Dans les années 1940, le petit-fils de la comtesse de Barral offre au Musée impérial de Petropolis les lettres échangées par sa grand-mère et le souverain brésilien. À l’origine, Pierre II et la comtesse avaient décidé de brûler leur correspondance après que l’un eut reçu un courrier de l’autre. Cependant, si l’empereur respectait scrupuleusement la règle qu’ils s’étaient donné, la comtesse conservait quant à elle quelques missives. On conserve donc quelques lettres de Pierre II mais aucune de la comtesse.